# Association nucléaire mondiale
L'Association nucléaire mondiale (ANM) (en anglais World Nuclear Association, WNA) est une organisation internationale qui fait la promotion de l'industrie nucléaire mondiale : l'extraction de l'uranium, la conversion d'uranium, l'enrichissement de l'uranium, la fabrication du combustible nucléaire, la construction de réacteurs nucléaires, le transport et la disposition du combustible nucléaire irradié, ainsi que la production d'électricité d'origine nucléaire.
L'Association nucléaire mondiale a été fondée en 2001, en remplacement de l'Institut Uranium (en anglais : Uranium Institute) fondé en 1975.

## Activités et services

### Rôle dans l'industrie
Ses sujets incluent :
- La production et la demande en combustible nucléaire
- La situation du marché
- Le transport du matériel radioactif
- La gestion des déchets radioactifs
- Assurer une sécurité sur l'ensemble du cycle des produits de fission
- La création de stratégies publiques d’éducation en ce qui concerne l'industrie du nucléaire
- La coopération dans la planification, l'évaluation et l'accréditation des centrales nucléaires
- L’optimisation des moyens de production